# 니콜라옙스크 사건

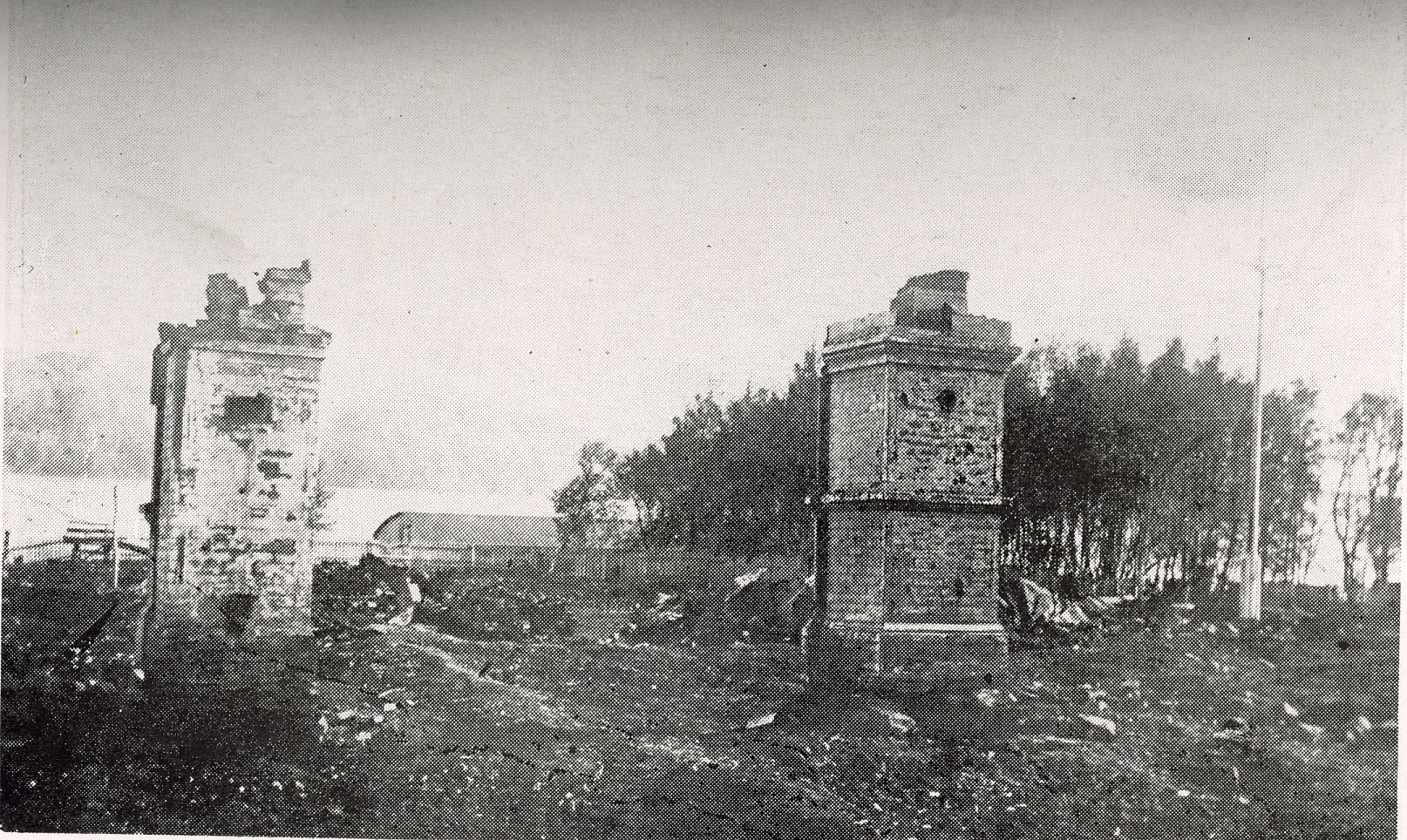
니콜라옙스크 사건으로 불타서 내려앉은 니콜라옙스크 일본영사관 1920년 6월

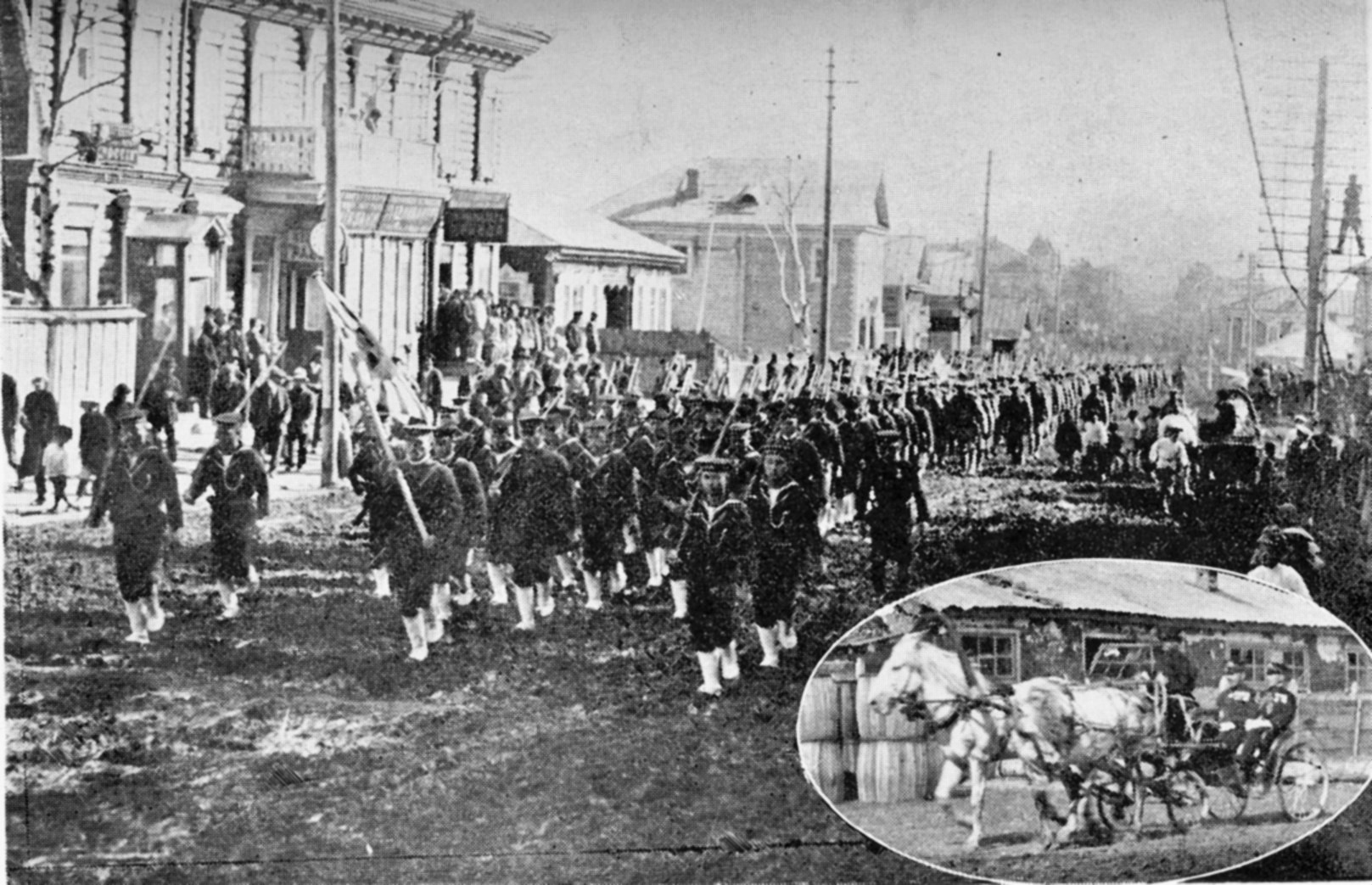
욱일기를 내거는 니콜라옙스크 주둔 일본 제국 해군 육전대

니콜라옙스크 사건(러시아어: Николаевский инцидент, 일본어: 尼港事件 니코-지켄[*])은 니콜라옙스크에서 벌어진 전투와 학살 사건을 가리킨다. 야코프 트랴피친이 지휘하는 붉은군대의 러시아인 볼셰비키-아나키스트 그룹과 중국인 그리고 일리야 박이 지휘한 한국인 게릴라들이 자행한 대규모 학살과 테러로 인해 니콜라옙스크에서 수천명이 사망하고 지역이 폐허가 됐다.
그리고 트랴피친 게릴라에 의해 도시의 여성(소녀, 부인)에 대한 대규모 강간살인도 벌어졌다.
2019년 최신 연구정리에 의하면 소련-러시아 학계에서는 도발이나 유도한 측이 트랴피친 측인지 일본 측인지 여부에 대해서 학자마다 엇갈린다. 그러나 그런 엇갈린 논의에서도 트랴피친 측의 학살과 파괴는 '트랴피친의 행동을 전례없고 근거없는 잔인함' '도시 전체를 의도적으로 태우고, 해당 전쟁의 역사에 비할 데 없이 파괴와 황폐화를 시켜 수천명의 사망자를 낸 것'이며 ‘오늘날 많은 역사학자들이 동의'하고 있다.
니콜라옙스크 사건을 설명하는 역사학 박사들의 대부분은 분명히 트랴피친의 적색 게릴라가 무차별 학살을 저질렀다고 설명한다.(아래 표 참고)
독립기념관의 독립운동인명사전에선 박일리야 독립군이 일본인 포로뿐만 아니라 반혁명파 러시아인도 살해한 사건이라 서술하고 있다.

## 학살의 전개
알렉세이 테플야코프 박사에 따르면, 1920년까지 러시아 극동 지역 주민들에게 적색 학살 사건은 새로운 일이 아니었다.  1918년 3월, 블라고베슈첸스크의 천 명이 넘는 주민들이 아타 만 I. M. 가모프의 반란 이후 도시를 점령 한 적위대(붉은 경비대)의 희생양이 되었다. 광산에서 온 수많은 노동자들이 도시로 달려와 도시를 습격하고 부르주아지 민간인에 대한 조직적인 학살을 시행했으며, 반란혐의로 의심되는 사람들이나 동조하는 사람들을 모두 학살했으며, 블라고베쉬첸스크시의 행정부의 거의 모든 직원을 학살했고, 광산 사무소의 직원들을 학살했다. 그러나 알렉세이 테플야코프 박사에 따르면, 트라야피친의 갱들은 학살은 러시아 극동 지역의 학살 중에서도 가장 무자비했다.
페트로그라드 출신의 아나키스트 야코프 이바노비치 트랴피친은 적군 빨치산 지도자로서 제1차 세계대전 시기에는 부사관 계급까지 올랐으며, 러시아 극동 올긴스키 지역과 연해주 수찬 계곡에서 활동했다. 1919년 말, 트랴피친은 하바롭스크와 니콜라예프 지역의 적군 빨치산 분리대와 혁명 조직의 군사 혁명 참모에 의해 아무르 강 하류로 파견되어 그곳에서 군대를 조직했다. 다른 이야기에 따르면 트랴피친이 적군 빨치산 사령부에게 불만을 품고 임의로 부대를 떠났다고도 한다. 블라고베셴스크 출신의 활동적인 사회주의-혁명-극단주의자인 니나 레베데바-키야스코가 위원장을 맡으며 트랴피친과와 함께 떠났다.
트랴피친과 레베데바의 군대의 수는 약 2천명이었고, 아무르 강을 따라 내려갔다. 트랴피친의 군대는 아무르 강을 따라 내려가면서 혁명에 "수동성"을 보인인 농촌 지식인 및 마을에서 "부르주아"처럼 보이는 모든 사람들을 거의 완전히 근절했고, 사제들은 얼음 구멍에 쳐넣어 익사시키고, 자발적으로 빨치산에 들어간 사람들도 잡아서 살해했다.
트랴피친의 조력자에는 이반 랩타(야코프 로고진)가 있었다. 랩타는 붉은 군대를 조직하여 마을과 수용소를 습격하고 사람들을 강탈하고 살해하고, 리무르스크 광산에서 금을 포기하지 않은 사람들을 파괴하고, 암군 금광과 주변 마을을 약탈을 벌였다. 랩타의 부대는 트리피친, 자바르진, 비첸코, 딜딘, 오트세빌리, 사소프와 함께 수백 명의 아무르 원주민을 살해했다.
또한, 트랴피친의 부대에는 약 200명의 중국인과 같은 수의 한국인(일리야 박이 지휘)이 있었다.  중국인과 조선인은 타이가의 금광에서 모집되었고, 트랴피친은 이들에게 광산에서 나오는 금과 러시아 여성들을 약속하며 많은 현금을 선불로 지급했다. 금광에서 모집된 이 부대는 범죄적이고 잔인했으며, 가장 단호하고 잔인한 인물들이 빨치산 대장으로 임명되었다. 빨치산의 대장들은 이 부대에게 약탈과 살육의 권한을 부여했다.
트랴피친의 부대는 니콜라예프스크-온-아무르을 향해 진군했다. 니콜라예프스크-온-아무르란 마을은 주요 사건에서 다소 떨어진 곳에 위치해 있었으나 사할린 섬 맞은편 아무르 강 하구에 위치했기 때문에 도시의 위치는 전략적으로 중요했다. 일본 주둔군은 1918년에 개입의 일환으로 니콜라예프스크-온-아무르에 주둔하게 되었다. 또한 니콜라예프스크-온-아무르는 19세기 후반부터 금광의 중심지였기 때문에, 1918년 이곳에 주둔한 소규모 수비대 외에도 영사와 그의 가족을 포함한 일본 시민이 마을에 살았다.
1918년 9월 이후 일본 해군은 강이 얼어붙을 것을 우려해 일본의 지상군만 남겨두고 빠르게 철수했다. 니콜라예프스크 온 아무르는 얼어붙은 강으로 인해 바다와 단절되어 육로 교통이 어려워졌다. 이 마을에는 원래 러시아인과 중국인 외에도 일본 군인과 일본 민간인 이민자들도 거주하고 있었는데, 일본군은 니콜라예프스크-온-아무르를 폭압적으로 통제했다. 일본은 극동 남부(주로 연해주, 프리아무례, 사할린 북부)에 대한 개입을 유지하기 위해 극단주의 게릴라 그룹의 약탈과 국민(대부분 부유층)과 외국인(일본인, 미국인)에 대한 테러 행위를 핑계로 삼고 있었다.
1920년, 소련과 일본은 러시아 극동 지역에 설치할 완충지대에 대해 논의했었다. 콜차크 정부가 무너진 이후 일본은 1920년 1월 말 이후로 붉은 군대가 블라디보스토크로 진입하는 것에 동의했다. 연해주엔 주둔한 외국 군대가 너무 많았기 때문에 볼셰비키는 사회주의 젬스트보를 받아들였다. 동시에 트랴피친의 부대는 니콜라옙스크 온 아무르에 포위 공격을 감행했고, 2월 말 포격 끝에 일본군 대대(350명)와 거의 같은 수의 백군 수비대가 주둔하고 있던 니콜라예프스크-온-아무르를 점령했다. 붉은 군대는 일본 주둔군과 백인 주둔군에게 잔학 행위를 하지 않겠다고 약속한 후 이 지역에 진입했다. 붉은 군대는 1920년 2월 28일 일본 주둔군과 협정을 체결했다. 그러나 협정이 무색하게도 붉은 군대는 즉시 약탈과 살육을 시작했다. 시체는 차곡차곡 쌓여갔다. 하루에는 72명이 살해됐다. 시체를 완전히 벗긴 후 썰매 여러 대가 도착하여 시체를 가져다가 특별히 만든 얼음 구멍에 익사 시켰다. 적색 게릴라들은 분명 일본군과의 협정에서 어떤 체포도 하지 않고 누구에게도 보복하지 않기로 했었다. 그러나 그러나 3월 8~9일 밤에는 트랴피친의 부대는 93명을 감옥에서 데리고 나온 후 총살했다. 3월 11일 저녁, 적색 진영은 일본군 지휘관들을 회의에 초대한 후 내일 아침 12시까지 무기를 내놓고 투항하라고 통보했다.
적색 게릴라 부대는 일본 수비대와 평화협정을 약속한 이후 도시에 들어갔었으나 일단 들어온 후에는 약속을 무시하고 주민들을 살해했다. 적색 게릴라 부대는 백색 운동에 동조하는 민간인과 부유 한 민간인까지 체포하고 처형했다. 그 이후로 적색 게릴라 부대는 일본 수비대에게 무장 해제하라는 최후 통첩을 내리며 도발했고, 일본 수비대는 그 최후 통첩을 거부했다. 이로 인해 3월 12일에 무력 충돌이 발생했다. 일본군은 트랴피친의 붉은 군대가 어떤 합의도 인정하지 않는 집단임을 깨달았고, 트랴피친은 이 최후통첩으로 일본군을 자극하고 싶어했다. 일본 수비대 사령관인 이시카와 소령은 이 최후통첩을 거부한 후 3월 13일 선제 공격을 개시했다. 트랴피친은 기습 공격으로 두 부상을 입었지만 저항군을 조직해서, 일본 수비대를 압도했다. 게릴라들이 영사관에 불을 질렀고 일본 영사와 직원들은 모두 사망했다.
트랴피친의 부대는 일본군이 개입하기 전날과 그 순간에 수많은 수형자들을 처형하고 시체를 훼손했다. 생존자 S. 스트로드가 목격한 바에 따르면 350명이 넘는 시체 더미를 목격했다. 스트로드는 엔지니어 코마로프스키 크바소프란 노인을 알아봤는데, 그 시체는 끔찍한 고문과 구타를 당한 것이 분명했고, 아래턱과 코가 옆으로 비틀어져 있었다. 전직 무용수였던 두 형제 넴치노프와 비슈네프스키, 국영 은행의 직원이었던 비슈네프스키도 알아봤는데 손은 뒤로 묶여 있었고 가슴 전체가 총검으로 찔려 있었다. 두 형제 안드르지 예프스키, 그중 하나는 마이클의 머리는 완전히 부러졌고 일본 군인은 혀를 한 실에 매달린 채 네 발로 서있었다. 선주 나자로프는 눈이 찢어져있고 웃는 얼굴로 시체들 위에 서 있었다. 일부 시신은 생식기가 제거되어 있었고, 많은 여성 시신은 생식기에 총검 자국이 있었으며, 한 여성은 가슴에 훼손된 채 누워 있었다. 많은 여성 시체들이 완전히 옷을 벗고 있었기 때문에 스트로드는 젬스트보의 타이피스트였던 플루즈니코바, 쿠흐테리나, 클라브디아 메쉬체리노바의 시체를 보았고, 그 시체들 중 일부는 셔츠만 입고 있었고 일부는 속옷을 입고 있었다. 트랴피친의 중국인 부대는 얼음 위에 구멍을 뚫고 시체들을 끌고가서 얼음 구멍에 쌓아놓고 장대로 사용해서 얼음 미틍로 밀어넣었다. 세번째 시체더미에는 100구의 시체가 쌓여있었고, 루리 부인, 쿠쿠슈킨 엔지니어, 그리고 다른 익숙한 얼굴의 시체들이었다고 한다.
1920년 3월 11일까지 교도소, 민병대 체포실, 군 영창은 체포된 사람들로 가득 찼다. 총 500여 명이 감옥에, 80여 명이 민병대에, 50여 명이 감옥에 체포되었다. 3월 12일과 13일, 감옥과 구금실, 민병대에 있던 러시아인들은 모두 붉은 게릴라에 의해 살해당니다. 같은날 그 감옥에서 대부분 지식인이었던 600명 이상의 러시아인이 살해당했다. 체포, 수색, 재산 몰수, 시민 살해는 단 하루도 멈추지 않았다. 적군 빨치산들은 검과 도끼로 목을 자르고, 총검으로 난도질하고, 통나무로 몽둥이질을 하여 잔인하게 살해했니다. 일부 적군 빨치산은 “부르주아를 한 명이라도 죽이겠다”는 일념으로 참호를 떠났다.
기록 보관소에서 발굴된 수많은 자료에 따르면 그 당시 소비에트 당국과 붉은 군대 빨치산들은 주민들 부르주아 성향에 진지한 불만을 가지고 있었다. D. S. 부진은 니콜라옙스크 온 아무르의 주민들이 “어부, 금세공인, 증기선 소유주, 투기 상인, 부르주아지 관리"등으로 구성되어 있으며, 노동자가 거의 없다고 주장했다. 그러나 도시의 한 원주민 거주자는 노동 계층에 대해 다르게 썼다. 어업은 1919년에 호황을 누렸고  “새로운 기업가와 노동자 대중”을 도시로 끌어 들였다. 그러나 노동자 대중은 좋은 급여를 받으며 일본인을 두려워했기 때문에 볼셰비키와 적군 빨치산에 합류하라는 선동을 부정적으로 인식했다.
트랴피친은 그런 니콜라옙스크 온 아무르에서 테러리스트 공동체를 설립해서 사회 정화를 실현하려고 했다. “부르주아”, 유대인 또는 단순히 “그들이 아닌” 사람들의 가족까지 완전히 파괴하기로 결정했고, 그 '숙청'은 계획적이고, 신중하게 준비된 후, 실행되었다. 알렉세이 테플야코프 박사에 따르면 “이 지도자는 발달되고 학식있는 프롤레타리아로서 사회 정화에 대한 그의 접근 방식에서 동부 러시아의 빨치산 부대에 풍부하게 존재하는 범죄 요소에 의존했다."
니콜라옙스크 온 아무르는 3 개월 동안 점령되면서 도시에는 징발, 몰수, 어구 일반화, 무역 금지 및 카드 도입, 비상위원회 등 필요한 모든 속성을 갖춘 소위 니콜라옙스크 코뮌이 존재했었다. 트라피친과 레베데바는 음모 혐의로 '그들의' 공산주의자들을 체포하고 살해한 후, 전쟁 공산주의 정책을 국단적으로 추구했으며 모스크바에게 공식적으로 인정받기까지 했다. 그리고 트랴피친의 측근들은 비첸코, 부드린, 랩타, 오트세빌리 파블럿스키, 사소프 등 형사범죄 경력이 있는 사람들로 구성되어 있었다.
니콜라옙스크 사건 이후 일본군의 오이 시게모토 장군은 볼셰비키를 전면적으로 공격하기로 결정하고, 1920년 4월 4~5일에 일본군은 러시아 극동에서 전면적으로 공격해서 붉은 군대에게 타격을 입혔다. 이후 일본군은 하바롭스크에서 아무르 강 하구까지 파견되었고, 5월에는 군함이 해안에 접근했다. 1920년 여름, 아무르의 공산주의자들은 일본의 공세를 예상하고 블라고베셴스크에서 철수할 준비를 했었다. 당시 계획에 따르면 모든 귀중품을 서둘러 안전한 곳으로 옮기고, 블라고베셴스크를 파괴할 계획을 서둘러 수립하며, 일본군이 사용하지 못 하도록 석조 건물들을 비롯해 도시를 파괴할 계획을 세우고, 공산주의 측과 함께하지 않는 사람을 반대파라고 해석하기로 했다. 그러나 당시 블라고베셴스크는 살아남은 덕에 이 계획은 실행되지 않았다. 트랴피친과 레베데바는 일본군이 접근하고 있다는 소식을 받고 회의에서 다음과 같이 계획했다. 도시를 불태우고, 일부 주민을 대피시키지만 일부 주민들은 파괴한다. 대량 학살 순서는 다음과 같았다. 첫번째는 유대인과 그 가족, 두번째는 장교 및 군인의 아내와 자식들, 세번째는 트랴피친의 명령이나 재판의 판결에 따라 체포되어 처형된 사람의 모든 가족, 네번째는 재판에서 무죄 판결을 받고 석방 된 사람과 그 가족들이었다. 다섯번째는 공무원, 상업 종사자, 숙련 기술자 및 붉은 군대의 정책에 동조하지 않은 일부 노동자 집단이었다. 작성된 목록에 따르면 약 3,500명의 사람들이 근절하기로 계획됐다. 명단에 오른 사람들은 정해진 순서에 따라 체계적으로 살해됐다. 처형은 트랴피친에게 충성하는 러시아인, 한국인, 중국인으로 구성된 부대에 의해 수행됐으며, 처형자들은 매일 밤 감옥에 가서 목록에 따라 3~40명을 죽였다.
5월 2일, 소비에트 러시아군 사령관 야코프 트랴피친과 그 보좌관 등은 중국 영사관을 찾아와 마오 추이자이毛锤才 대위에게 도움을 요청했지만 거절당했다. 그러자 트랴피친은 '중국이 도움을 제공하지 않으면 마을 전체를 파괴한 후 중국인들을 추방하겠다'고 위협했다. 장원환(张文焕) 총영사와 마오추이차이(毛秋彩) 대위는 트랴피친에게 일본인을 고문하지 말고 국제법에 따라 생명을 보장하라고 요청했고, 트랴피친은 포로들을 해치지 않겠다고 약속했다. 하지만 장원환과 마오 추이자이는 트랴피친의 약속을 믿을 수가 없었고 수감자들을 보호하기 위해 트랴피친에게 면담을 요청했지만 거부당했다. 학살이 발생했을 때 중국 주둔군과 중국 영사관은 포로들을 보호하기 위해 노력했으며 트랴피친 부대의 범죄에 협력하는 것을 거부했다.
트랴피친 부대는 유대인 어린이와 여성들도 학살했다. 여성들은 처형되기 전에 강간을 당했고 아이들은 어머니와 함께 살해됐다. 또한 붉은 게릴라들은 유대인 공동체를 배에 태운 후 아무르 강으로 끌고가 남녀노소 가리지 않고 익사시켰다. 트랴피친의 붉은 군대는 이데올로기에 따라 '부르주아'의 자녀들도 '부르주아'라고 간주했으며, 12-13세 이상의 부르주아 아이들은 이미 돌이킬 수 없을 정도로 해롭다고 생각했다. 붉은 군대의 노인 군인인 오스카 크루체니는 니콜라옙스크-온-아무르에서 약탈 및 여성과 어린이 살해 가담에 대해 질문을 받자 침착하게 "우리에겐 익숙한 일이다"고 대답했다. 붉은 군인들은 성인 여성과 미성년자 여자 아이들을 강간하고 살해했다. 살해된 피해자들은 신체가 잔인하게 훼손당했다.
5월 28일에 붉은 군대의 빨치산들은 주변 지역을 불태우고 니콜라옙스크 온 아무르의 맞은편인 어론 마을도 파괴했다. 5월 29일에는 지역의 주거지를 불태우고 지역 중심지의 대형 석조 건물들을 폭파시켰고, 전체 주택의 거의 97%을 파괴했다. 그런 과정에서 빨치산들은 금과 많은 보석들을 압수하고 약탈했다. 공공 건물 중에는 교도소와 직업 학교만 살아남았다. 트랴피친은 실제로 공식적으로 “도시는 모두 불에 탔습니다. 큰 건물은 폭파되었고 일본인에겐 재만 남았습니다. 니콜라옙스크에는 돌 하나도 남지 않았습니다.”라고 발표했다. 트랴피친 부대는 도서 전체를 폐허로 만든 이후에야 후퇴했다. 암군 강을 따라 이동했고, 그 과정에서 마을 광산 등에 불을 지르고 사람들을 살해했다. 마을 주민들은 "신뢰성"과 사회적 소속에 따라 파괴되었으며, 트랴피친의 행동에 동의하지 않는 붉은 군대의 빨치산들도 파괴되었다. 5세 미만의 거의 모든 어린이는 사망했다. 붉은 군대는 도시의 주민들을 도시 밖으로 강제로 끌고 갔으며, 생존자들은 타이가까지 강제로 이동해야 했다. 붉은 군대의 학살로 러시아인 수천명이 학살됐다.
적색 테러는 니콜라옙스크 온 아무르의 파괴 이후에도 지속됐다. 트랴피친 부대는 마을 주민들을 강제로 끌고가면서 약해진 여성과 어린이들을 말을 탄 상태로 그 자리에서 살해했다. 밤에는 많은 주민들을 끌고가서 검으로 잘라 죽인 후 강에다 버렸다. 주로 여자와 아이들, 드물에게는 남자들은 귀와 코가 잘리고, 손가릭아 잘리고, 총검에 난도질을 당했다. 여성은 가슴이 잘리고, 남성은 심장이 으깨졌다. 두개골이 드러날 정도로 훼손 된 시체도 있었다.
결국 켈비 마을에선 트랴피친에게 반대하는 봉기가 일어났다. 7월 4일 밤, I. T. 안드레예프가 이끄는 붉은 빨치산은 트리아피친과 그의 450명의 동료들을 습격해서 체포했다. 하바롭스크 당국은 충성스러운 당원과 체키스트의 도움을 받아 트리아피신을 제거하기 위해 작전을 관여했었다. 하바롭스크 혁명 본부는 이미 트랴피친을 끝내기로 결정했었고, 하바롭스크 사절단은 암군으로 잠입하여 트랴피친을 반대하는 안드레이프의 빨치산 세력과 접촉했었다. 며칠 후,  적군 빨치산과 지역 주민들로 구성된 103인 법정에서 트랴피친 부대의 중범죄자들은 재판에 회부되었다. 트라피친은 1920년 7월 9일 공산주의 정권에 대한 노동자들의 신뢰를 훼손한 죄로 체포되어 유죄 판결을 받고 처형당했다. 7월 9일에 주요 피고인 7명은 사형 선고 후 총살 당했고, 이후 다른 23명이 총살당했다. 징역형을 선고 받은 강간범과 살인범들은 감옥에서 탈출해서 그 지역에서 활동하는 게릴라 부대로 합류했다.

## 트랴피친 군대의 학살에 의한 사망자수
학살에 의한 사망자에 대한 공식 문서와 학자들의 견해는 다음과 같다.

### 볼셰비키·소비에트 정부 공식문서
볼셰비키, 행정당국의 내부문서에 의하면, 1920년 당시 볼셰비키 당국이 내린 공식판결에 의하면 트랴피친 부대에 의해 사할린 지역인구의 약 절반이 박멸됐다.[Красный клич: Орган военно-революционного штаба Красной Армии Николаевского округа. — 1920. — 11 июля.]

1924년 지역 코뮌에 추정한 1920년의 니콜라옙스크 인구는 3만명[Ауссем О. Х. Николаевская на Амуре Коммуна (1920 г.) // Пролетарская революция. 1924. № 5. С. 36−63], 사할린 지역 행정당국의 추정에 의하면 기아와 박탈로 사망한 인구수를 포함하면 1만명 이상이 사망했다.[Дальневосточная политика Советской России (1920−1922 гг.). Сб. документов… С. 8.]

### 역사학 박사들의 견해
많은 역사학 박사들은 트랴피친 군대의 살인에 의한 사망자 규모를 수천명이라 설명하고 있다.
| 트랴피친 군대에 의한 사망자에 대한 역사학 박사들의 견해 | 트랴피친 군대에 의한 사망자에 대한 역사학 박사들의 견해 | 트랴피친 군대에 의한 사망자에 대한 역사학 박사들의 견해 | 트랴피친 군대에 의한 사망자에 대한 역사학 박사들의 견해 |
| ------------------------------------------------------- | ------------------------------------------------------- | ------------------------------------------------------- | ------------------------------------------------------- |
| 학계 국가                                               | 형식                                                    | 학자                                                    | 요약                                                    |
| 러시아                                                  | 논문                                                    | 블라디미르 프로코로비치 불다코프 박사                   | 약 2,500명                                              |
| 러시아                                                  | 논문                                                    | 블라디미르 그레고리예비치 다치센 박사                   | 수천명                                                  |
| 러시아                                                  | 논문                                                    | 알렉세이 게오르기예비치 테플랴코프 박사                 | 약 6,000-7,000명                                        |
| 러시아/대한민국                                         | 학술서적                                                | 이완종 박사                                             | 약 4,000명                                              |
| 미국과 서방                                             | 학술서적                                                | 존 J 스테판 박사                                        | 약 4,000명                                              |
| 중화민국                                                | 논문                                                    | 이창 박사                                               | 약 4,000명                                              |
| 미국/대한민국과 서방                                    | 학술서적                                                | 반병률 박사와 독립기념관                                | 약 4,000명                                              |

등 많은 역사학박사들이 트랴피친 군대의 대규모 학살로 수천명이 살해되었다고 설명하고 있다.

## 역사학계와 증거

### 역사학자들의 견해
| 트랴피친 게릴라 부대에 의한 대규모 민간인 학살을 서술하는 논문·학술적 서적을 쓴 역사학 박사 목록 | 트랴피친 게릴라 부대에 의한 대규모 민간인 학살을 서술하는 논문·학술적 서적을 쓴 역사학 박사 목록 | 트랴피친 게릴라 부대에 의한 대규모 민간인 학살을 서술하는 논문·학술적 서적을 쓴 역사학 박사 목록 |
| ------------------------------------------------------------------------------------------------ | ------------------------------------------------------------------------------------------------ | ------------------------------------------------------------------------------------------------ |
| 학계 국가                                                                                        | 형식                                                                                             | 학자                                                                                             |
| 러시아                                                                                           | 논문                                                                                             | 블라디미르 프로코로비치 불다코프 박사                                                            |
| 러시아                                                                                           | 논문                                                                                             | 블라디미르 그레고리예비치 다치센 박사                                                            |
| 러시아                                                                                           | 논문                                                                                             | 알렉세이 게오르기예비치 테플랴코프 박사                                                          |
| 러시아                                                                                           | 논문                                                                                             | 발레리 블라디미로비치 크리벤키 박사                                                              |
| 러시아                                                                                           | 논문                                                                                             | 알렉산드르 알렉세이비치 아자렌코프 박사                                                          |
| 러시아/대한민국                                                                                  | 학술서적                                                                                         | 이완종 박사                                                                                      |
| 미국과 서방                                                                                      | 학술서적                                                                                         | 존 J 스테판 박사                                                                                 |
| 미국과 서방                                                                                      | 논문                                                                                             | 커트 해커머 박사                                                                                 |
| 미국과 서방                                                                                      | 논문                                                                                             | 타티아나 린코바 박사                                                                             |
| 잉글랜드                                                                                         | 논문                                                                                             | 존 K 창 박사                                                                                     |
| 중화민국                                                                                         | 논문                                                                                             | 이창 박사                                                                                        |
| 미국/대한민국                                                                                    | 학술서적                                                                                         | 반병률 박사와 독립기념관                                                                         |

니콜라옙스크 사건을 설명하는 역사학 박사 다수는 트랴피친 게릴라 부대의 대규모 민간인 학살을 설명하고 있으며, 위의 표중 일본인 학자는 존재하지 않는다.

#### 러시아
역사과학 박사인 블라디미르 프로코로비치는 최대 2,500명이 사망했다고 말한다.
지고바-로고바(Зыкова-Рогова, 지코프-로고프) 현상은 유일하지 않았다: 쿠즈네즈크에는 다른 «적색»패거리도 있었다. 또 다른 대규모 유사한 로고바(роговской) 학살은 이른바 아무르 비극이었다. 1920년 봄 니콜라옙스크 항구에서는 23세의 아나코-공산주의자 야코프 트랴피친이 이끄는 붉은 게릴라들이 수백명의 일본인 포로를 총살했다. 그런 다음 도시 주민들에 대한 체계적인 박멸이 전개되고, «종족[민족, 부족으로도 번역]분류[этноклассовому]» 원칙에 따라 다섯가지 범주로 나뉘었다. 도시는 불태워졌고, 10일간의 살육동안 약 2,500명이 사망했다(커다란 숫자로 일컬어졌다[называли и большие цифры]). 트랴피친(농민 출신), 그의 참모장 니나 레베데바(21세의 모스크바 여성), 5명의 볼셰비키 공범자는 소비에트 정권의 위신의 실추라는 표준적인 유죄판결로 총살됐다.

역사학 박사 블라디미르 그레고리예비치 다치센은 수천명이 사망했다고 분석한다.
1920년 3월. Ya. I. 트랴피친은 사할린 지역에 대해 "혁명적" 테러 공격을 벌였고 극동 공화국을 인정하지 않았으며일본과의 전쟁을 촉구했다. 무장 충돌의 결과로 니콜라옙스크 항구의 일본 수비대는 전체 일본 공동체와 함께 물리적으로 파괴되었다. 그리고 극동 공산주의자들에 따르면 아무르 하류에는 일본인과 함께 «농민계급 사이에 일본인 경향»이 있었기 때문에 사할린 주 전체 러시아인 인구의 거의 절반이 박멸되었다.
블라디미르 그레고리예비치 다치센 박사와 세르게이 V. 그리샤체프 와의 2019년 공동 논문
소비에트 정권이 공식적으로 인정한 인물 아나키스트 야코프 트랴피친의 게릴라부대가 1920년 1월에 도시에 접근했다. 일본 수배대와 합의가 이루어지고, 부대는 출입이 허용되었다. 그런 붉은 게릴라와 지역 주민들 사이의 평화로운 공존은 오래가지 못 했고, 곧 병사들은 화이트 운동에 동조하는 개인들을 샤냥했고, 체포되어 처형했다. 부유한 민간인들의 체포와 처형이 뒤따랐고, 3월까지 분쟁은 일본군을 포함했다. 수비대는 무장해제 최후통첩을 받았고 거절했고, 그리고 이것은 3월 12일에 무력 충돌의 발발로 이어졌다.[중략] 일본 부대는 하바로프스크에서 아무르 하구로 보내졌고 군함은 5월 해안에 근접했다.

상황을 고려해, 트랴피친의 부대는 나무구조물이 불에 타고 돌 구조물에 불을 붙이는 등 도서 전체를 황폐화시킨 후 퇴각하였다.[중략]오늘날 많은 역사가들은 트라이아피친의 행동이 전례가 없는 근거 없는 잔혹행위라는 설명에 동의한다. "도시 전체를 고의적으로 불태워 헤아릴 수 없는 폐허와 그 전쟁의 역사에 비할 바 없는 영토의 황폐화로 수천 명을 죽였다." (Nelyubova 2012, 291)
역사학 박사 겸 시베리아 연방 대학 사학과 교수 Vladimir G. Datsyshen와  러시아 주립 대학 역사, 정치학 및 법학부 박사 Sergey V. Grishachev의 영어논문「Allied Intervention in the Russian Civil War and Japanese Troops in Russia’s Far East, 1918–1922」에서 니콜라옙스크 학살에 대한 소련-러시아 학계의 논의를 설명하고 있다.
이 논문에서도 아나키스트 트랴피친의 붉은 게릴라 부대가 도시에 접근하고 진입한 뒤 일본군과 전투전부터 처형과 사냥을 벌였으며 도시를 파괴하고 거주민들을 강제로 끌고왔다고 설명하고 있다. 그리고 소련-러시아에서 논의되는 내용을 설명하는데 도발이나 유도한 측이 트랴피친 측인지 일본 측인지 여부에 대해서 학자마다 다르다고 한다. 그러나 그러나 그런 엇갈린 논의에서도 '트랴피친의 행동을 전례없고 근거없는 잔인함' '도시 전체를 의도적으로 태우고, 해당 전쟁의 역사에 비할 데 없이 파괴와 황폐화를 시켜 수천명의 사망자를 낸 것'에 ‘오늘날 많은 역사학자들이 동의하고 있다’고 학계 논의를 요약하고 있다.
다시 말해 학계에서 논쟁이 되는 것은 도발 유발이나 유도측이 어느 집단인지 여부이며 트랴피친이 대규모 학살을 벌여 수천명의 사망자를 낸 것은 학계 내 ‘많은 역사학자들이 동의하고 있다’ 트랴피친 측의 대규모 학살은 학계 밖은 몰라도 학계 내부에서는 논란이 없다.
러시아과학아카데미 시베리아지부 역사연구소 선임연구원 알렉세이 게오르기예비치 테플랴코프Алексей Георгиевич Тепляков 박사는 알렉세이 게오르기예비치 테플랴코프 박사의 논문에선, 2015년 논문에는 약 6,000-7,000명이 사망했다고 전한다.

1919년말, 트랴피친은 군사-혁명 본부와 하바로스크와 니콜라옙스크 지역 혁명 단체에 의해 반란 운동을 조직하기 파견되었다. [중략]트라피친과 레베데바의 약 2,000명의 군대는 아무르 아래로 이동하면서 농촌 지식인(혁명적인 "수동성")과 마을 사람들 중 "부르주아"와 비슷해보이는 모든 사람들을 거의 완전히 박멸(истреблением), 사제들을 얼음구멍에 빠뜨리고, 포로로 잡혀간 사람들, 자발적으로 다가간 사람들도 총살됐다. [중략] 랩타 부대는 트라피친의 자바르진, 비트센코, 딜딘, 오세빌리, 사소브와 함께 시내를 점령하기 전부터 수백명의 아무르인을 살해했다.[중략]트랴피친의 부대는 200명의 금광에서 모집한 중국인과 한국인(후자는 일리아 박[Илья Пак]이 지휘)이 있었고, [중략]가장 저명한 시베리아 볼셰비키중 하나인 A. A. 시랴모프는 아무르의 러시아 광산 노동자들 사이 "강력한 형사범죄 요소가 상당부분"이 있다고 썼다. 인구가 희박한 북방수림(тайге)에서 자립적인 삶은 광부들을 아나키스트적 성격으로 바꾸어 놓았다. 아무르 게릴라들은 "너무 지나친 잔인함을 보였다." 시랴모프는 "아무르 북방수림에 우리 [먼] 조상들의 복수와 같은 방식으로 복수를 하고있다."고 직접 언급했다.[중략]트랴피친은 고의적인 아동 박멸을 포함하여 민간인 집단에 대한 대량 불순분자 제거에 대한 사상가인자 실천자 중 한명이다. 그의 분리주의, 테러리즘, 그리고 초 혁명적 모험주의는 볼셰비키와 그들의 특수 부대의 주도권 하에 게릴라들의 손에 의해 트랴피친 독재의 제거로 이어지게 했다.[중략]재판에서 게릴라들은 지역 인구의 약 절반이 박멸됐다고 이야기했다. 1920년 초. 이 지역의 인구는 코뮌 지도자들에 의해 거의 30,000명으로 추정되었다.[해당 논문이 주석 60에 인용한 자료: "Ауссем О. Х. Николаевская на Амуре Коммуна (1920 г.) // Пролетарская революция. 1924. № 5. С. 36−63." 1924년 현지 코뮌 지도자들의 1920년 니콜라옙스크 인구를 추정치가 30,000명이다.] 트랴피친의 학살 결과로 일부 소식통에 따르면 1920년에 사할린 지역 인구는 10,000명을 감소했으며 이 지역은 곧 정리되어 아무르 지역과 합병됐다. 1920년 말 사할린 주의 지도부는 러시아인 인구의 규모는 17,000명, 비 러시아인 인구는 1,200명으로 판정했다. 따라서 니콜라옙스크에서 트랴피친 측의 최소 희생자수는 사건의 동시 사람들의 추정처럼 6,000-7,000명(백색 수비대와 일본인 포함)이라 추정될 수 있다. 사할린 행정 당국의 추정에 따르면—생존인구의 18,000명 기준으로—이 지역 전체의 손실 건수는 기아와 박탈로 의한 사망자를 포함하여 최소 10,000명~15,000명이었다.
알렉세이 게오르기예비치 테플랴코프 박사의 2017년 논문. 알렉세이 게오르기예비치 테플랴코프 박사도 2017년의 논문에서 강간, 대량 학살, 약탈, 잔혹 행위들이 여자와 어린아이를 가리지 않고 일어났다고 서술한다.

알렉세이 게오르기예비치 테플랴코프 박사의 2018년 논문. 2018년에 게재한 논문에서 박일리야 등 사할린부대에 대해 다음과 같이 설명하고 있다.
러시아로 건너간 반항적인 한국인은 기초적으로 이르쿠르크로 방향을 정하고, 나머지는 상하이의 혁명적 파벌로 방향을 정했다. 동시에 특별사할린게릴라 부대의 «상하이파[프로 상하이 прошанхайские про шанхайские]» 게릴라 지도자들은 1919-1920년에 사할린 지역과 니콜라옙스크 항구에서 주민에 대한 야만적인 살육에 능동적으로 참가했다. 아나키스트 Ya. I. 트랴피친의 테러리스트 군대에서 중요하고 돌격 부대였다. 당연히 1920년 여름 일본군의 맹공격을 받자 떠났다. 아무르 하류 블라고베셴스크 근처에서, 습관적인 방법으로 공급과 개인적인 갈등을 무력으로 해결하였다.[중략]
김과 박은, 부대를 이동시키며, 자유시[스바보드나]의 농촌 지역에서 «그들은 저격수들이 평화로운 러시아 농민들에 대해 약탈하고 폭력을 행사하도록 허용했다.» 그에 대해 격노한 농민들은 한국인 격퇴를 목적으로, 한국인 게릴라에 대한 무장해제와 [농민들을]무장시켜줄 것을 요구했다. 또한 김과 박은,«니콜라옙스크에서 무책임한 테러리스트 단체를 만들어, 한국 소총대대 병사들과 지휘관들을 공황을 불러일으켰다.»
무질서 상태는 게릴라들의 규율을 완전히 부패시켰다, Ya. I. 트랴피친 독재곁에서 민간인을 약탈하고 학살하는 것이 습관화된 게릴라들을.

[중략, 자유시 참변 사건이 벌어진 이후]한국인 부대는 이전과 똑같이 제멋대로 굴며 행동:1921년 7월. 그들은 아무르 주 체르니코브카의 볼로스트 마을 주민들을 희롱하며식료품을 요구하며수레와 짐마차에서 빼앗으며 최소한의 이의를 제기하면 개머리판으로 때리고 집밖으로 몰아냈다. 이에 농민들을 한국인을 «두번째 사무라이[вторыми самураями]»라고 불렀다.
논문에서 일부 '상하이파' 유격대 지도자들이 아니키스트 트랴피친이 이끄는 테러군대에서 핵심돌격대가 되어 1919-1920년 니콜라옙스크와 사할인 지역 민간인 학살에 적극 참여했으며 박일리야 등 이 사할린 부대를 가리켜 '트랴피친 하에서 민간인 약탈과 학살을 일삼은 파르티잔'이라 설명하고 있다.
- 발레리 블라디미로비치 크리벤키 박사의 논문

발레리 블라디미로비치 크리벤키 박사의 2018년 E.G.말라페예프, A.N푸피긴 공동 논문.

다음은 발레리 블라디미로비치 크리벤키, E.G.말라페예프, A.N푸피긴의 2018년 논문이다. 발레리 블라디미로비치 크리벤키는 역사과학 박사이다.(кандидат исторических наук, старший научныйсотрудник Столичного бизнес-колледжа)
그는 연해주에서 게릴라전을 계속하고 발전시키기 위해 이 지역의 자원(인간, 식료품)을 활용할 계획을 실행기위해 본부가 니콜라옙스크로 파견한 탐사대 부대 우두머리로 밝혀졌다. 1920년 1월, 니콜라옙크 전선 사령관이라고 선언 후, 그리고 공식적인 인정을 받았다. 사실상 절대권력자로 행동하였다. 니콜라옙스크 항구를 점령 한 후, 시작, 소위, 1920년 3월 12-15 "니콜라옙스크 사건". 게릴라가 유발하여, 일본 분리대의 진출은 그 부대 자체만이 파괴된 게 아니다. 니콜라옙스크의 모든 일본 식민지도, 여성을 포함해서, 아이들, 가족과 함께 영사관, 부상자, 포로들. 결국 일본은 러시아 문제에 대한 주요 무장 개입을 정당화했다.(극동 전역의 일본 행동, 일본의 사할린 북부 점령). 그 사건 전에 일본군은 1920년 2월 4일 중립을 선언했었다. 2월 17일 러시아 영토에서는 군대를 대피시키기 시작했었다.
1920년 5월 말일과 6월 1일에 트랴피친 본부, 그 및 그와 가까운 사람들의 명령에 따라 니콜라옙스크 항구 마을이 폭발하고 불태워지고, 해안가 주변에 있는 어업이 불태워지고, 도시의 주민들은 "신뢰성"과 사회적 소속의 자격에 따라 박멸당했다(уничтожены), 생존해 감옥에 갇혀있던 일본인 죄수들도, 트랴피친의 행동에 반대하는 게릴라들도. 인구의 일부가 북방수림(тайгу) 대피한 결과, 5세 미만의 거의 모든 어린이가 사망했다.

그는 1920년 7월 9일 켈비 마을에서 "103인" 법원의 판결로 총살됐다. 그는 정착지 외곽의 공동 무덤에 묻혔다. 트랴피친의 급진주의와 초혁명 모험주의는 볼셰비키와 그들의 특수기관 주도로 게릴라들의 손으로 트랴피친의 독재를 제거하게 한다.
발레리 블라디미로비치 크리벤키의 2020년 A.N푸피긴 공동 논문에서도 소녀를 가리지 않고 잔혹한 학살이 이루어졌다고 설명한다.
- 알렉산드르 알렉세이비치 아자렌코프 박사의 2019년 논문. 아자렌코프는 역사학 박사이다. (кандидат исторических наук, доцент, стар- ший научный сотрудник 보관됨 2021-06-24 - 웨이백 머신)«니콜라옙스크 사건» — 니콜라옙스크 항구에서 빨치산 지도자 트랴피친에 의해 수행된 일본인과 도시 주민들 학살. 게릴라는, 일본 수비대와의 휴전을 깨고, 강점하고, 그리고 일본인 인질과, 동시에 «네뜨루다보이» 도시 주민(소수의 인뗄리겐찌야 포함)을 총살했다. 살아남은 패거리들은 북방수림(тайгу)를 통해 아무르(게릴라 온상지 — 이른바 «붉은 오스뜨라프»)까지 [주민들을] 강제로 데려갔다. 니콜라옙스크 현장에는 황량한 재만이 남았다.[4]

- 이완종 박사의 2014년 문서해제. 러시아연방과학원 러시아역사연구소 수학(역사학 박사)이완종 박사의 2014년 문서해제:

빨치산 부대의 퇴각을 결정한 트랴피친은 “반(反)소비에트 분자들”을 처형하며 도시를 파괴하기 시작했다. 약 4천 명의 주민이 학살되었으며, 피신할 수 있었던 일부를 제외한 대다수 주민들은 폐허가 된 도시를 빨치산들과 떠날 수 밖에 없었다

#### 미국과 서구
- 존 J 스테판 박사의 1994년 서적. 박사(PhD, London, 1969) 하와이 대학 역사학 교수 (Professor of History, University of Hawai´i, 1970-2001)

런던대학교 박사학위 및 하와이 대학교 역사학 교수 John J. Stephan 도 러시아 극동지역 역사 개설서에서 니콜라옙스크 학살을 다음과 같이 적고 있다.

존 J 스테판의 1994년 학술서:

5월 말 구조군이 가까이 다가오자 파르티잔들은 일본인 포로 136명 사형시키고 약 4,000명의 러시아 남성, 여성, 아이들을 학살하고 마을을 불태운 후 멍한 생존자 2,000명을 암군 강을 따라 켈비로 몰아갔다.
트랴피친 측이 일본군과 전투 이전부터 처형을 했으며 철수전에 러시아인 4,000명으로 남녀노소할 것 없이 학살했다는 내용이다.
- 커트 해커머 박사의 1998년 논문.

텍사스 A & M 대학교 역사학 박사(Ph D, History, Texas A&M University, 1994)
텍사스 A&M 대학 역사학 박사 겸 사우스다코타 대학 교수 Kurt Hackemer는 1998편에 게재한 니콜라옙스크 학살 논문 「The Nikolaevsk massacre and Japanese expansion in Siberia.」에서 박사는 일관되게 본 사건을 학살이라 적고 있으며 트랴피친 측의 마지막 행동을  다음과 같이 적고있다.
[119쪽]트랴피친의 군대는 일본군이 도착하기 전에 최대한 많은 도시를 파괴하고 탈출, 북방수림[taiga]으로 떼를 지어 도망갔다. 극동공화국이 지배하는 아무르의 도시에서 블라고베셴스크에 가장 큰 시체[시체들이 수상에 떠오르는 사태]가 발생했다. [중략]

니콜라옙스크에 머무는 동안의 잔학 행위의 희생자들은 "우파의 사람들뿐 아니라 리버럴 사회주의자들과 심지어 볼셰비키 여러명까지 포함됐다."
- 존 K 창 박사의 2014년 논문

잉글랜드 맨체스터 대학교에서 러시아/소련 분야로 역사학 박사학위를 받은 존 K 창 박사는 다음과 같이 적고 있다.
개입 기간 동안의 정치적 충성심은 국적에 의해 엄격하게 정의되지 않았다. 니콜라옙스크에 붉은 빨치산이 포위 공격(1920년 3월 4일)을 하는 동안. 많은 러시아 사업가들과 경영자들은 일본인들과 '협력자'로 여겨졌다. 승리 후, 트리피친(적색 빨치산)과 그의 군대는 유난히 니콜라옙스크의 러시아인 주민들(니콜라옙스크의 어업 및 해운업에서 일본 기업에 많은 비중을 두고 종사했기 때문에 )과 일본인들을 학살[massacred]했다. 트라피친이 거느린 2,000여명의 군대에는 중국인 300명과 한국인 200명이 포함되었다.
- 타티아나 린코바 박사의 2018년 논문.

캘리포니아 대학교 버클리 역사학 박사 (University of California, Berkeley, PhD in History, 2015)
트랴피친 군대에게 러시아인이 수천명이 학살됐음에도 일본이 아예 무시하고 일본인 사망자를 수천명으로 과장했다는 내용이다. 오히려 일본이 트랴피친 군대에게 살해된 러시아인 수천명을 무시했다고 적고있다.
일본군은 1918년 여름 니콜라옙스크를 점령했는데, 주로 그 지역의 상당한 일본 어업을 보호하기 위해서, 야코프 트랴피친 휘하의 게릴라들에게 공격받기 전까지 말이다.

니콜라옙스크 학살로 알려진 이 사건에, 700명 이상의 일본인 장교와 마을 주민들과 러시아 시민 8,000명이 추가로 살해됐다. 소비에트는 1920년 7월 트랴피친을 붙잡아 쳐형하고, 볼셰비키가 아니라 아나키스트라고 주장했다. 일본군은 이 기회를 포착해 선전공세를 시작했다. 신문들은 살해된 5,000명의 일본 시민들(실제 수인 700명이 아닌)에 대한 소름끼치는 기사들을 보도했다. 여자와 아이들을 포함. 살해된 러시아인의 수를 누락시켰다.

#### 중화민국
중화민국(대만) 중앙연구원 현대사 연구원 이 창 박사의 2016년 논문. 국립정치대학 역사학 박사(Ph.D. History, National Cheng-chih University 보관됨 2021-01-18 - 웨이백 머신)

타이베이 중앙연구원 현대사 연구소 연구원 리 장 (Chang Li)의 논문에서는 적군(Red Army)이 일본인뿐만 아니라 러시아인 4,000명도 학살하고 마을 전체를 태웠다고 쓰고 있다.
25일 밤, 적군(Red Army)은 니콜라옙스크의 감옥을 불태워 투옥된 일본군 134명이 사망하고, 26일에는 마을 전체를 불태웠고, 총 834명의 일본인과 4,000명의 러시아인을 학살한 반면, 레드 아미(Red Army)는 약 500명의 사상자를 냈다. 100명의 중국 국외 거주자와 1명의 영국시민이 교차사격에 걸려 사망했다.

#### 한국 독립기념관 한국독립운동사연구소
독립기념관 한국독립운동사연구소가 반병률 교수와 함께 완성한 책에도 트랴피친 진영의 대규모 학살이 분명하게 서술되어 있다. 이 책은 일본인 학살을 부정하지만 트랴피친의 군대가 약 3,000~4,000명의 러시아인을 아이 어른 구분없이 학살한 사실을 분명하게 설명하고 있다.
아무르강의 통행을 가로막고 있던 얼음이 풀리기 시작하는 1920년 5월말 일본원정군의 입성에 임박하여 러시아빨치산부대는 니콜라예프스크항을 철수하면서 136명의 일본인 죄수들과 약 4,000명의 러시아인어른, 아이들을 학살하였고, 도시를 완전히 불태웠다.

### 증거
생존자들의 증언
많은 생존자들이 트랴피친 측 학살을 증언하고 있다. 여러 증언을 러시아어였으나 트랴피친 군대가 벌인 학살의 생존자인 Anna Illinishna Lury의 손녀이자 니콜라옙스크 출신 실향민 Ella Lury Wiswell이 번역한 대량의 생존자들의 증언들로 미하일 페트로비치 그리고리예프, 세르게이 데멘티예비치 스트로드, 야코프 그달리예비치 도비소프, 아브람 아브살루모프, 아나톨리 파블로비치 압샬루모프, 안나 니콜라예브나 보즈코, 에브게니 이바노비치 바실레프스키, 세르게이 이바노비치 버나셰프, 필리프 테렌티예비치 파투르낙, 페트르 야코블레비체 보로비예프, 세르게이 레포르스키, 니콜라이 콘스탄티노비치 주예프, 파벨 세메노비치 에포프(38세), 파벨 페트로비치 날레토프 (23세), 게오르기 바그라토비치 바셰이슈빌리, 발렌티나 니콜라예브나 크바소바, 이오시프 라페일로비치 버만트(46세), 안나 일리니슈나 루리(60세), 라이사 야코블레브나 밀러, 알렉세이 아프나시예비치 멜니코프, 라이사 세메노브나 악커만, 마리아 이시도로브나 그로시, 콘스탄틴 알렉산드로비치 에멜리아노프(37세), 이오시프 이오시포비치 미하일릭(39세), 에카테리나 페도로브나 코토바, 안드레이 안토노비치 코발리크(33세), 마트베이 이그나티에비치 닐리우보프(55세), 알렉산드르 그리고리비치 보로파예프(26세), 이오소프 딤친, 드미트리 이바노비치 불리바르(53세), 이반 에고로비치 카자흐코프(25세), 야코프 바실리예프(43세), 야코프 미하일로비치 캅잔(51세), 가브리일 이바노비치 투고프초프(29세), 에브도킴 스테파노비치 부겐코, 안톤 자하로비치 오브치니코프, 조지 S 다이어 등 생존자 대부분이 압도적으로 트랴피친 측의 대규모 민간인 학살을 증언하고 있다. 이들은 모두 러시아인이다.
1920년에 후버도서관에서 필사된 Anton Zakharovich Ovchinnikov의 기록 「Memoirs of the Red Partisan Movement in the Russian Far East, 1918-1920」이 존재한다.
중국영사관에 머물러서 살아남은 George S. Dyer가 망원경으로 학살현장을 목격하고 증언한 기록(Statement of George S. Dyer, Caldwell to Colby, July 14, 1920, received August 25, 1920, RDS, 861.00/7290.)도 존재한다.
비볼셰비키 언론. 1920년 7월 13일 블라디보스톡에는 비볼셰비키 위원회가 있었고 그들이 니콜라옙스크에 도착해서 사건을 조사했다. 이 때 블라디보스톡 기자인 E.에흐(V. 칠리킨) 가 같이 따라왔다. 그 기자는 거기서 현장을 조사하고 기사로 내보냈다.
신문 Delo Rossii의 특파원 N.Amursky은 생존자들을 최초로 만난 사람중 하나였는데 이후 기사를 내보냈다.

볼셰비키 진영.
볼셰비키 진영 내부에서도 이 사건을 문제삼았다. 케르비 읍의 군사회의 전권위원 베즈드닌은 니콜라옙스크 학살사건을 알게 됐고, 윗사람들을 상대로 이 사건이 어찌된 것인지 제대로 된 해명을 요구하였다.
아나톨리 야코블레비치 구트만의 자료
아나톨리 야코블레비치 구트만 자료도 학계에서 중요한 자료로 인정하고 있다.

영국 잉글랜드 캔터베리의 켄트 대학 역사학 교수 이안 R 스톤의 경우 구트만의 저서가 객관적이지 않고 편향적인 점에서 문제가 있다는 점을 우선 지적하고 있다. 그러나 구트만의 책에 대해서 다음과 같은 결론을 내리고 있다.
저자의 편견에도 불구하고, 그 자체로 흥미로운 건, 이 책은 러시아에서의 연합 개입이 끝나갈 무렵에 일어난 중요한 사건과 그 시대의 일반적인 역사에서 무시되거나 기껏해야 거의 언급되지 않았던 사건에 대한 근현대적인 설명으로 평가되어야 한다. 모든 사건을 상세히 설명하고 있을 뿐 아니라, 저자는 그 사건을 전반적인 정치적 맥락에 놓으려고 시도 했고, 예를 들어, 만약 그런 일이 일어나지 않았다면, 일본인들이 지역과 사할린 북부의 점령을 정당화하기 위해 다른 이유를 고안했을 것이라는 것이다.
세르게이 V. 그리샤체프 & 블라디미르 G 다트시셴의 2019년 논문에서도 구트만의 기록을 역사적 기록이라 인정하며 소련과 현대 러시아 학자들의 서적처럼 학계의 연구중 일부로 인정한다.
그러나 또 다른 역사적 기록이 있다. 이미 1924년에, 호평을 받은 언론인 아나톨리 간(아나톨리 야 구트만의 필명) 그의 저서 'Nikolaevsk-on-Amur: 극동에서의 내전의 에피소드' (Gibel Nikolaevskana-Amure: Stranitsy iz istorii grazhdanskoĭ voĭny na Dal′nem Vostoke)로 사건의 연대기를 발표했다. 간은 내전 당시 시베리아와 극동을 여행했다. 그는 1919년부터 1920년까지 연해주에서 살았다. 따라서 1920년 봄의 잔혹한 사건에 대해 보도할 수 있는 좋은 위치에 있었다.
알렉세이 게오르기예비치 테플랴코프는 2013년 논문에서 구트만의 저작을 아래와 같이 설명한다.
트랴피친 현상의 최초이자 가장 권위있는 연구원이 통찰력 있게 쓴 것처럼[이 때 주석에서 소개하는 문헌이 "20. Гутман А.Я. (Анатолий Ган) Гибель Николаевска на Амуре. Страницы из истории войны на Дальнем Востоке. — Берлин, 1924. С. 9."이다.]
학계에서 구트만의 연구는 인정받고 있다.

## 독립기념관의 해석
독립기념관에선 러시아빨치산부대는 니콜라예프스크항을 철수하면서 136명의 일본인 죄수들과 약 4,000명의 러시아인어른, 아이들을 학살하였고, 도시를 완전히 불태웠다"고 서술하였고, 이후 트랴피친이 처형사건에서 "박일리야 등은 트랴피친을 혁명적인 애국자라고 간주하여 그를 처형한 것에 불만"이었다는 점을 서술하고 있다.
독립기념관의 독립운동인명사전 "고명수" 문서에서는 박일리야의 독립군부대가 러시아인 살해에 직접 참여하였고 서술하고 있다.
하라 다카시(原敬) 내각이 시베리아 출병을 단행하여 1920년 2월 일본 제14사단 보병 2연대 3대대가 니콜라옙스크 항구를 점령하자 소련 적군(赤軍)이 포위 공격하여 일본군으로부터 항복 협정을 받아냈다. 그러나 일본군이 3월 협정을 위반하고 기습에 나서자 한인들은 독립군을 박일리야(朴一, 박윤천) 중심으로 편성하여 소련 적군과 함께 일본군을 격파하였다. 전투 후 박일리야가 이끄는 380명의 독립군은 러시아 적군 야코부 트리아피친이 이끄는 부대에 합류하였고, 명칭을 ‘사할린의용대’로 개칭하였다. 박일리야가 니콜라옙스크에서 한인 독립군을 조직하였을 때 독립군에 합류하였다.

그해 5월 일본 구원 부대가 니콜라옙스크를 공격하자 러시아 적군과 박일리야의 독립군이 일본인 포로와 반혁명파 러시아인을 살해하고 후퇴한 니콜라옙스크 사건(니항사건, 尼港事件)이 발생하였다. 이후 사할린의용대는 아무르주 마자노프(Мазанов)로 이동하였다.

## 같이 보기
- 소련의 전쟁 범죄